# Gunnar Olsson (geograf)
Paul Gunnar Olsson, född 1935 i Ekshärad, Värmland, är en svensk geograf. Filosofie doktor på avhandlingen Distance, Human Interaction and Stochastic Processes: Essays on Geographic Model Building (Uppsala, 1968), sedan 2000 professor emeritus vid Uppsala universitet.
Gunnar Olsson var 1966-1977 professor i geografi vid University of Michigan, 1977-1997 i ekonomisk geografi med samhällsplanering vid Nordiska institutet för samhällsplanering (NORDPLAN), samt 1997-2000 i ekonomisk geografi vid Uppsala universitet.  Läsåret 1963-1964 var han Fellow vid American Council of Learned Societies (Wharton School, University of Pennsylvania), 2004-2005 vid Center for Advanced Studies in the Behavioral Sciences, Stanford.

## Verk
Olssons arbeten har genomgående varit gränsöverskridande med starka inslag av geografi, filosofi, konst- och litteraturkritik. Bland hans böcker märks:
- Birds in Egg/Eggs in Bird (London, Pion, 1980)
- Antipasti (Göteborg, Korpen, 1990)
- Linee senza ombre: La tragedia della pianificazione (Roma, Theoria, 1991)
- Lines of Power/Limits of Language (Minneapolis, University of Minnesota Press, 1991)
- Abysmal: A Critique of Cartographic Reason (Chicago, University of Chicago Press, 2007).
- Arkography: A Grand Tour Through the Taken-For-Granted (University of Nebraska Press, 2020)

Härtill bör läggas skulpturen Mappa Mundi Universalis utförd tillsammans med Ole Michael Jensen och presenterad under det gemensamma namnet Gunnael Jensson (Museum Gustavianum, Uppsala, 2000). En serie omtryckta artiklar med kommentarer från en rad kännare återfinns i Christian Abrahamsson & Martin Gren (eds.): GO: On the Geographies of Gunnar Olsson (Farnham, Ashgate, 2012).